# Елбфилхармонија
Елбфилхармонија популарно названа Елфи, је концертна дворана у ХафенСити кварту у Хамбургу, Немачка, на полуострву Грасбрук на реци Елби.
Нова стаклена конструкција подсећа на подигнуто једро, водени талас, ледени брег или кристал кварца који се налази на врху старог складишта од цигала (Кајшпахер А, изграђено 1963.) у близини историјског Спајхерштадта. Пројекат је резултат приватне иницијативе архитекте и инвеститора за некретнине Александра Жерара и његове супруге Јане Марко, историчарке уметности, који су наручили оригинални дизајн од стране швајцарске архитектонске фирме Херцог & де Меурон, који је развијао и промовисао пројекат (од 2003. године у сарадњи са инвеститором за некретнине и инвеститором Дитером Бекеном из Хамбурга) 3,5 године све док Град Хамбург није одлучио да сам развија пројекат. То је кључни пројекат новог Хафенцити развоја и највиша насељена зграда у Хамбургу, са коначном висином од 108 метара (354 стопе).
Елбфилхармонија је званично инаугурисана концертима НДР Елбфилхармони Оркестра и светлосном представом 11. јануара 2017. године.

## Историја
Дана 2. априла 2007. године, положен је камен темељац у складишту Кајспахер А [де], у присуству тадашњег првог градоначелника Хамбурга Олеа фон Беуста, генералног директора Хохтеф констракшн АГ Хенера Махлштеда, координатора пројекта за град Хамбург Хартмута Вегенера (отпуштен 2008. због лошег управљања пројектом), министарка културе Хамбурга Карин фон Велк и архитекта Пјер де Меурон.
У 2007. години, планирано је да изградња буде завршена до 2010. са процењеним трошковима од 241 милион евра. У новембру 2008. године, након што је првобитни уговор измењен, трошкови пројекта су процењени на 450 милиона евра. У августу 2012. године трошкови су поново процењени на преко 500 милиона евра, што би требало да покрије и повећане трошкове за ојачани кров. Грађевински радови су званично завршени 31. октобра 2016. по цени од 866 милиона евра.
Први јавни пробни концерт у Елбској филхармонији одржан је 25. новембра 2016. године. Званични концерт отварања одржан је 11. јануара 2017. уз наступ НДР Елбфилхармони оркестра под управом Томаса Хенгелброка. Први музички избор био је „Пан“ из Шест метаморфоза Бенџамина Бритена по Овидију.
Пројекат је критикован због прекорачења трошкова и распореда; Изградња је првобитно процењена на око 200 милиона евра, док је коначна цена била 870 милиона евра. Међутим, по завршетку, Дер Шигел је у компаративној анализи сугерисао да је прекорачење било релативно „скромно“ у поређењу са неким другим међународним мега-пројектима.

## Важнији догађаји
Жреб за Европско првенство у фудбалу 2024. одржан је 2. децембра 2023. у 18.00 часова у дворани Елбфилхармоније..